# Солнечный (Коми)
 Солнечный  — посёлок в Удорском районе Республики Коми в составе городского поселения Благоево.

## География
Расположен на правобережье реки Вашка на расстоянии примерно в 45 км по прямой на запад от районного центра села Кослан к западу от железнодорожной ветки Венденга-Благоево.

## История
Образован в 1970 году. В 1979 году 287 жителей, в 1989 589 (коми 66 %, русские 21 %), в 1995 617.

## Население
Постоянное население составляло 366 человека (коми 67 %) в 2002 году, 398 в 2010.